# Mihályfa
Mihályfa est un village et une commune du comitat de Zala en Hongrie.